# Kālidāsa (krater)
Kālidāsa är en nedslagskrater på planeten Merkurius, med en diameter på ungefär 160 kilometer.
1976 uppkallade den efter författaren Kālidāsa.